# Gleb Karpenko
Gleb Karpenko (Narva-Jõesuu, 27 ottobre 2001) è un ciclista su strada e ciclocrossista estone che corre per il Quick Pro Team.

## Palmarès

### Strada
- 2019 (Juniores)

3ª tappa Coupe du Président de la Ville de Grudziądz (Świecie > Świecie)
Campionati estoni, Prova a cronometro Junior
3ª tappa Sint-Martinusprijs Kontich (Kontich, cronometro)
Classifica generale Sint-Martinusprijs Kontich
- 2020 (Tartu 2024-Balticchaincycling.com, una vittoria)

Campionati estoni, Prova a cronometro Elite
- 2022 (Dilettanti, una vittoria)

Campionati estoni, Prova in linea Under-23

#### Altri successi
- 2023 (Materiel-Velo.com)

3ª tappa Tour of Tea Horse
- 2024 (Ferei Quick-Panda Podium Mongolia Team)

Elva Tänavasõit
Filter Maanteekarikasari 4

## Piazzamenti

### Competizioni mondiali
- Campionati del mondo su strada

Innsbruck 2018 - Cronometro Junior: 26º
Imola 2020 - Cronometro Elite: 45º
Fiandre 2021 - In linea Under-23: ritirato
- Campionati del mondo gravel

Veneto 2022 - Elite: 120º

### Competizioni europee
- Campionati europei su strada

Zlín 2018 - In linea Junior: ritirato
Alkmaar 2019 - Cronometro Junior: 5º
Alkmaar 2019 - In linea Junior: 27º
Trento 2021 - In linea Under-23: ritirato
Anadia 2022 - Cronometro Under-23: 39º
Anadia 2022 - Staffetta Under-23: 8º
Anadia 2022 - In linea Under-23: 93º
Drenthe 2023 - Cronometro Under-23: 26°
Drenthe 2023 - In linea Under-23: ritirato
- Campionati europei gravel

Belgio 2023 - Elite: 41º